# پرچم سنت لوسیا
پرچم سنت لوسیا (انگلیسی: Flag of Saint Lucia) در یک مارس ۱۹۶۷ پذیرفته شد و توسط دونستان عمر طراحی شده بود.